# Foreigner/Diskografie
Diese Diskografie ist eine Übersicht über die musikalischen Werke der britisch-US-amerikanischen Rockband Foreigner. Den Schallplattenauszeichnungen zufolge hat sie bisher mehr als 52,9 Millionen Tonträger verkauft. Ihre erfolgreichste Veröffentlichung ist das Studioalbum Double Vision mit über sieben Millionen verkauften Einheiten.

## Alben

### Studioalben
| Jahr | Titel Musiklabel                          | Höchstplatzierung, Gesamtwochen, AuszeichnungChartplatzierungen (Jahr, Titel, Musiklabel, Platzierungen, Wochen, Auszeichnungen, Anmerkungen) | Höchstplatzierung, Gesamtwochen, AuszeichnungChartplatzierungen (Jahr, Titel, Musiklabel, Platzierungen, Wochen, Auszeichnungen, Anmerkungen) | Höchstplatzierung, Gesamtwochen, AuszeichnungChartplatzierungen (Jahr, Titel, Musiklabel, Platzierungen, Wochen, Auszeichnungen, Anmerkungen) | Höchstplatzierung, Gesamtwochen, AuszeichnungChartplatzierungen (Jahr, Titel, Musiklabel, Platzierungen, Wochen, Auszeichnungen, Anmerkungen) | Höchstplatzierung, Gesamtwochen, AuszeichnungChartplatzierungen (Jahr, Titel, Musiklabel, Platzierungen, Wochen, Auszeichnungen, Anmerkungen) | Anmerkungen                                                    |
| Jahr | Titel Musiklabel                          | DE | AT | CH | UK | US | Anmerkungen                                                    |
| ---- | ----------------------------------------- | --- | --- | --- | --- | --- | -------------------------------------------------------------- |
| 1977 | Foreigner Atlantic Records (WMG)          | — | — | — | — | US5 ×5Fünffachplatin · (113 Wo.)US | Erstveröffentlichung: 8. März 1977 Verkäufe: + 5.220.000       |
| 1978 | Double Vision Atlantic Records (WMG)      | — | — | — | UK32 (5 Wo.)UK | US3 ×7Siebenfachplatin · (88 Wo.)US | Erstveröffentlichung: 20. Juni 1978 Verkäufe: + 7.200.000      |
| 1979 | Head Games Atlantic Records (WMG)         | DE39 (5 Wo.)DE | — | — | — | US5 ×5Fünffachplatin · (41 Wo.)US | Erstveröffentlichung: 11. September 1979 Verkäufe: + 5.000.000 |
| 1981 | 4 Atlantic Records (WMG)                  | DE4 Platin · (68 Wo.)DE | — | — | UK5 Gold · (62 Wo.)UK | US1 ×6Sechsfachplatin · (81 Wo.)US | Erstveröffentlichung: 2. Juli 1981 Verkäufe: + 7.150.000       |
| 1984 | Agent Provocateur Atlantic Records (WMG)  | DE1 Platin · (35 Wo.)DE | AT10 (10 Wo.)AT | CH1 Platin · (24 Wo.)CH | UK1 Platin · (32 Wo.)UK | US4 ×3Dreifachplatin · (45 Wo.)US | Erstveröffentlichung: 7. Dezember 1984 Verkäufe: + 3.970.000   |
| 1987 | Inside Information Atlantic Records (WMG) | DE7 Gold · (20 Wo.)DE | — | CH7 Gold · (13 Wo.)CH | UK64 Silber · (7 Wo.)UK | US15 Platin · (37 Wo.)US | Erstveröffentlichung: 4. Dezember 1987 Verkäufe: + 1.335.000   |
| 1991 | Unusual Heat Atlantic Records (WMG)       | DE13 (16 Wo.)DE | AT30 (5 Wo.)AT | CH8 (14 Wo.)CH | UK56 (1 Wo.)UK | US117 (9 Wo.)US | Erstveröffentlichung: 14. Juni 1991                            |
| 1994 | Mr. Moonlight BMG Music Publishing (BMG)  | DE21 (10 Wo.)DE | — | CH17 (9 Wo.)CH | UK59 (1 Wo.)UK | US136 (6 Wo.)US | Erstveröffentlichung: 24. Oktober 1994                         |
| 2009 | Can’t Slow Down Rhino Records (WMG)       | DE16 (8 Wo.)DE | AT58 (2 Wo.)AT | CH26 (3 Wo.)CH | UK— SilberUK | US29 Gold · (8 Wo.)US | Erstveröffentlichung: 29. September 2009 Verkäufe: + 600.000   |

grau schraffiert: keine Chartdaten aus diesem Jahr verfügbar

### Livealben
| Jahr | Titel Musiklabel                                                             | Höchstplatzierung, Gesamtwochen, AuszeichnungChartplatzierungen (Jahr, Titel, Musiklabel, Platzierungen, Wochen, Auszeichnungen, Anmerkungen) | Höchstplatzierung, Gesamtwochen, AuszeichnungChartplatzierungen (Jahr, Titel, Musiklabel, Platzierungen, Wochen, Auszeichnungen, Anmerkungen) | Höchstplatzierung, Gesamtwochen, AuszeichnungChartplatzierungen (Jahr, Titel, Musiklabel, Platzierungen, Wochen, Auszeichnungen, Anmerkungen) | Höchstplatzierung, Gesamtwochen, AuszeichnungChartplatzierungen (Jahr, Titel, Musiklabel, Platzierungen, Wochen, Auszeichnungen, Anmerkungen) | Höchstplatzierung, Gesamtwochen, AuszeichnungChartplatzierungen (Jahr, Titel, Musiklabel, Platzierungen, Wochen, Auszeichnungen, Anmerkungen) | Anmerkungen                              |
| Jahr | Titel Musiklabel                                                             | DE | AT | CH | UK | US | Anmerkungen                              |
| ---- | ---------------------------------------------------------------------------- | --- | --- | --- | --- | --- | ---------------------------------------- |
| 1993 | Classic Hits Live auch bekannt als: Best of Live Atlantic Records (WMG)      | — | — | — | — | — | Erstveröffentlichung: 1993               |
| 2006 | Extended Versions auch bekannt als: Live In ’05 Atlantic Records (WMG)       | — | — | — | — | — | Erstveröffentlichung: 2006               |
| 2010 | Can’t Slow Down … When It’s Live! Ear Music (Edel)                           | — | — | — | — | US88 (10 Wo.)US | Erstveröffentlichung: 16. November 2010  |
| 2011 | Acoustique Ear Music (Edel)                                                  | DE32 (1 Wo.)DE | — | CH48 (2 Wo.)CH | — | — | Erstveröffentlichung: 23. September 2011 |
| 2014 | An Acoustic Evening With Ear Music (Edel)                                    | — | — | — | — | — | Erstveröffentlichung: 19. April 2014     |
| 2016 | In Concert: Unplugged Trigger Productions (RED Distribution)                 | — | — | — | — | — | Erstveröffentlichung: 2016               |
| 2018 | Foreigner with the 21st Century Symphony Orchestra & Chorus Ear Music (Edel) | DE9 (5 Wo.)DE | — | CH14 (6 Wo.)CH | — | — | Erstveröffentlichung: 27. April 2018     |
| 2019 | Live at the Rainbow ’78 Eagle Vision (UMG)                                   | DE75 (1 Wo.)DE | — | — | — | — | Erstveröffentlichung: 15. März 2019      |
| 2019 | Double Vision: Then and Now Live.Reloaded Eagle Vision (UMG)                 | DE26 (1 Wo.)DE | — | — | — | — | Erstveröffentlichung: 15. November 2019  |

### Kompilationen
| Jahr | Titel Musiklabel                                                                                   | Höchstplatzierung, Gesamtwochen, AuszeichnungChartplatzierungen (Jahr, Titel, Musiklabel, Platzierungen, Wochen, Auszeichnungen, Anmerkungen) | Höchstplatzierung, Gesamtwochen, AuszeichnungChartplatzierungen (Jahr, Titel, Musiklabel, Platzierungen, Wochen, Auszeichnungen, Anmerkungen) | Höchstplatzierung, Gesamtwochen, AuszeichnungChartplatzierungen (Jahr, Titel, Musiklabel, Platzierungen, Wochen, Auszeichnungen, Anmerkungen) | Höchstplatzierung, Gesamtwochen, AuszeichnungChartplatzierungen (Jahr, Titel, Musiklabel, Platzierungen, Wochen, Auszeichnungen, Anmerkungen) | Höchstplatzierung, Gesamtwochen, AuszeichnungChartplatzierungen (Jahr, Titel, Musiklabel, Platzierungen, Wochen, Auszeichnungen, Anmerkungen) | Anmerkungen                                        |
| Jahr | Titel Musiklabel                                                                                   | DE | AT | CH | UK | US | Anmerkungen                                        |
| ---- | -------------------------------------------------------------------------------------------------- | --- | --- | --- | --- | --- | -------------------------------------------------- |
| 1982 | Records Atlantic Records (WMG)                                                                     | DE22 Gold · (16 Wo.)DE | — | CH— GoldCH | UK58 Silber · (11 Wo.)UK | US10 ×7Siebenfachplatin · (27 Wo.)US | Erstveröffentlichung: 29. November 1982            |
| 1992 | The Very Best of Foreigner Atlantic Records (WMG)                                                  | DE23 (23 Wo.)DE | AT34 (3 Wo.)AT | CH20 Gold · (11 Wo.)CH | UK19 Gold · (7 Wo.)UK | — | Erstveröffentlichung: 1992                         |
| 1992 | The Very Best... and Beyond Atlantic Records (WMG)                                                 | — | — | — | — | US123 ×2Doppelplatin · (20 Wo.)US | Erstveröffentlichung: 22. September 1992           |
| 1998 | The Best of Ballads – I Want to Know What Love Is Atlantic Records (WMG)                           | DE81 (2 Wo.)DE | — | — | — | — | Erstveröffentlichung: 1998                         |
| 1999 | The Platinum Collection Atlantic Records (WMG)                                                     | — | — | — | — | — | Erstveröffentlichung: 1999                         |
| 2000 | Jukebox Heroes: The Foreigner Anthology Rhino Records (WMG)                                        | — | — | — | — | — | Erstveröffentlichung: 15. August 2000              |
| 2002 | Complete Greatest Hits Atlantic Records (WMG)                                                      | — | — | — | — | US80 Platin · (7 Wo.)US | Erstveröffentlichung: 7. Mai 2002                  |
| 2002 | The Definitive Atlantic Records (WMG)                                                              | DE48 (4 Wo.)DE | — | — | UK33 Silber · (3 Wo.)UK | — | Erstveröffentlichung: 27. Mai 2002                 |
| 2004 | Hot Blooded and Other Hits Atlantic Records (WMG)                                                  | — | — | — | — | US— GoldUS | Erstveröffentlichung: 2004                         |
| 2007 | The Very Best of Toto & Foreigner WEA Records (WMG) / Sony BMG                                     | — | — | CH84 (2 Wo.)CH | — | — | Erstveröffentlichung: 17. August 2007 mit Toto     |
| 2008 | No End in Sight – The Very Best of Foreigner Rhino Records (WMG)                                   | DE46 (4 Wo.)DE | AT23 (5 Wo.)AT | CH64 (2 Wo.)CH | — | US132 (11 Wo.)US | Erstveröffentlichung: 15. Juli 2008                |
| 2010 | The Very Best of Rhino Records (WMG)                                                               | — | — | — | UK— SilberUK | — | Erstveröffentlichung: 25. Oktober 2010 mit Chicago |
| 2011 | Juke Box Heroes: The Very Best of Foreigner Rhino Records (WMG)                                    | — | — | — | — | US109 Gold · (50 Wo.)US | Erstveröffentlichung: 20. Juni 2011                |
| 2011 | Feels Like the First Time Trigger Productions (Razor & Tie)                                        | — | — | — | — | US45 (4 Wo.)US | Erstveröffentlichung: 13. September 2011           |
| 2014 | I Want to Know What Love Is – The Ballads Ear Music (Edel)                                         | DE60 (2 Wo.)DE | — | — | — | — | Erstveröffentlichung: 31. Januar 2014              |
| 2014 | The Soundtrack of Summer: The Very Best of Foreigner & Styx Trigger Productions (RED Distribution) | — | — | — | — | US69 (12 Wo.)US | Erstveröffentlichung: 6. Mai 2014 mit Styx         |
| 2014 | The Best of Foreigner 4 & More Trigger Productions (RED Distribution)                              | — | — | — | — | US162 (4 Wo.)US | Erstveröffentlichung: 19. November 2014            |
| 2017 | 40: Forty Hits from Forty Years – 1977–2017 Rhino Records (WMG)                                    | DE94 (1 Wo.)DE | — | — | UK79 Silber · (1 Wo.)UK | US106 (6 Wo.)US | Erstveröffentlichung: 19. Mai 2017                 |
| 2024 | Turning Back the Time Rhino Records (WMG)                                                          | — | — | CH84 (1 Wo.)CH | — | — | Erstveröffentlichung: 4. Oktober 2024              |

grau schraffiert: keine Chartdaten aus diesem Jahr verfügbar

## Singles
| Jahr | Titel Album                                         | Höchstplatzierung, Gesamtwochen, AuszeichnungChartplatzierungen (Jahr, Titel, Album, Platzierungen, Wochen, Auszeichnungen, Anmerkungen) | Höchstplatzierung, Gesamtwochen, AuszeichnungChartplatzierungen (Jahr, Titel, Album, Platzierungen, Wochen, Auszeichnungen, Anmerkungen) | Höchstplatzierung, Gesamtwochen, AuszeichnungChartplatzierungen (Jahr, Titel, Album, Platzierungen, Wochen, Auszeichnungen, Anmerkungen) | Höchstplatzierung, Gesamtwochen, AuszeichnungChartplatzierungen (Jahr, Titel, Album, Platzierungen, Wochen, Auszeichnungen, Anmerkungen) | Höchstplatzierung, Gesamtwochen, AuszeichnungChartplatzierungen (Jahr, Titel, Album, Platzierungen, Wochen, Auszeichnungen, Anmerkungen) | Anmerkungen                             |
| Jahr | Titel Album                                         | DE | AT | CH | UK | US | Anmerkungen                             |
| ---- | --------------------------------------------------- | --- | --- | --- | --- | --- | --------------------------------------- |
| 1977 | Feels Like the First Time Foreigner                 | — | — | — | UK39 (6 Wo.)UK | US4 Gold · (22 Wo.)US | Erstveröffentlichung: März 1977         |
| 1977 | Cold as Ice Foreigner                               | — | — | — | UK24 Silber · (10 Wo.)UK | US6 Gold · (21 Wo.)US | Erstveröffentlichung: Juli 1977         |
| 1977 | Long Long Way from Home Foreigner                   | — | — | — | — | US20 (14 Wo.)US | Erstveröffentlichung: 2. November 1977  |
| 1978 | Hot Blooded Double Vision                           | — | — | — | UK42 (3 Wo.)UK | US3 Platin (Physisch) + Gold (Digital) · (17 Wo.)US                                                                                      | Erstveröffentlichung: 9. Juni 1978      |
| 1978 | Double Vision                                       | — | — | — | — | US2 Gold · (20 Wo.)US | Erstveröffentlichung: 8. September 1978 |
| 1978 | Blue Morning, Blue Day Double Vision                | — | — | — | UK45 (4 Wo.)UK | US15 (14 Wo.)US | Erstveröffentlichung: Dezember 1978     |
| 1979 | Dirty White Boy Head Games                          | — | — | — | — | US12 (14 Wo.)US | Erstveröffentlichung: August 1979       |
| 1979 | Head Games                                          | — | — | — | — | US14 (14 Wo.)US | Erstveröffentlichung: 2. November 1979  |
| 1980 | Women Head Games                                    | — | — | — | — | US41 (9 Wo.)US | Erstveröffentlichung: 13. Februar 1980  |
| 1980 | I’ll Get Even with You Head Games                   | — | — | — | — | — | Erstveröffentlichung: August 1980       |
| 1981 | Urgent 4                                            | DE12 (25 Wo.)DE | — | CH84 a (1 Wo.)CH | UK45 (9 Wo.)UK | US4 (23 Wo.)US | Erstveröffentlichung: 17. Juni 1981     |
| 1981 | Waiting for a Girl Like You 4                       | DE29 (11 Wo.)DE | AT16 (2 Wo.)AT | — | UK8 Silber · (13 Wo.)UK | US2 Platin (Physisch) + Gold (Digital) · (23 Wo.)US                                                                                      | Erstveröffentlichung: Oktober 1981      |
| 1981 | Juke Box Hero 4                                     | DE24 (17 Wo.)DE | — | CH87 a (1 Wo.)CH | UK48 (4 Wo.)UK | US26 Platin · (13 Wo.)US | Erstveröffentlichung: 7. Oktober 1981   |
| 1982 | Break It Up 4                                       | — | — | — | — | US26 (13 Wo.)US | Erstveröffentlichung: 11. Mai 1982      |
| 1982 | Luanne 4                                            | — | — | — | — | US75 (6 Wo.)US | Erstveröffentlichung: Juli 1982         |
| 1984 | I Want to Know What Love Is Agent Provocateur       | DE3 (22 Wo.)DE | AT7 (14 Wo.)AT | CH2 (17 Wo.)CH | UK1 ×2Doppelplatin · (16 Wo.)UK | US1 Platin (Physisch) + Platin (Digital) · (21 Wo.)US                                                                                    | Erstveröffentlichung: 13. November 1984 |
| 1985 | That Was Yesterday Agent Provocateur                | DE31 (10 Wo.)DE | — | CH29 (2 Wo.)CH | UK28 (6 Wo.)UK | US12 (15 Wo.)US | Erstveröffentlichung: Februar 1985      |
| 1985 | Reaction to Action Agent Provocateur                | — | — | — | — | US54 (8 Wo.)US | Erstveröffentlichung: April 1985        |
| 1985 | Growing Up the Hard Way Agent Provocateur           | — | — | — | — | — | Erstveröffentlichung: 31. Mai 1985      |
| 1985 | Cold as Ice (Remix) –                               | — | — | — | UK64 (2 Wo.)UK | — | Erstveröffentlichung: Juni 1985         |
| 1985 | Down on Love Agent Provocateur                      | — | — | — | — | US54 (8 Wo.)US | Erstveröffentlichung: August 1985       |
| 1987 | Say You Will Inside Information                     | DE22 (13 Wo.)DE | — | CH20 (10 Wo.)CH | UK71 (4 Wo.)UK | US6 (19 Wo.)US | Erstveröffentlichung: November 1987     |
| 1988 | I Don’t Want to Live Without You Inside Information | — | — | — | UK91UK | US5 (17 Wo.)US | Erstveröffentlichung: 7. März 1988      |
| 1988 | Heart Turns to Stone Inside Information             | — | — | — | — | US56 (10 Wo.)US | Erstveröffentlichung: Mai 1988          |
| 1991 | Lowdown and Dirty Unusual Heat                      | — | — | — | — | — | Erstveröffentlichung: 1991              |
| 1991 | I’ll Fight for You Unusual Heat                     | — | — | — | — | — | Erstveröffentlichung: September 1991    |
| 1992 | Soul Doctor The Very Best... and Beyond             | — | — | — | — | — | Erstveröffentlichung: 1992              |
| 1992 | With Heaven on Our Side –                           | — | — | — | — | — | Erstveröffentlichung: 1992              |
| 1994 | White Lie Mr. Moonlight                             | DE51 (20 Wo.)DE | — | — | UK58 (1 Wo.)UK | — | Erstveröffentlichung: Oktober 1994      |
| 1995 | Until the End of Time Mr. Moonlight                 | — | — | — | — | US42 (16 Wo.)US | Erstveröffentlichung: Februar 1995      |
| 1995 | Rain Mr. Moonlight                                  | DE84 (5 Wo.)DE | — | — | — | — | Erstveröffentlichung: 1995              |
| 1995 | All I Need to Know Mr. Moonlight                    | — | — | — | — | — | Erstveröffentlichung: Oktober 1995      |
| 2016 | The Flame Still Burns –                             | — | — | — | — | — | Erstveröffentlichung: 21. November 2016 |

## Videoalben
| Jahr | Titel                                                       | Höchstplatzierung, Gesamtwochen, AuszeichnungChartplatzierungen (Jahr, Titel, Platzierungen, Wochen, Auszeichnungen, Anmerkungen) | Höchstplatzierung, Gesamtwochen, AuszeichnungChartplatzierungen (Jahr, Titel, Platzierungen, Wochen, Auszeichnungen, Anmerkungen) | Höchstplatzierung, Gesamtwochen, AuszeichnungChartplatzierungen (Jahr, Titel, Platzierungen, Wochen, Auszeichnungen, Anmerkungen) | Höchstplatzierung, Gesamtwochen, AuszeichnungChartplatzierungen (Jahr, Titel, Platzierungen, Wochen, Auszeichnungen, Anmerkungen) | Höchstplatzierung, Gesamtwochen, AuszeichnungChartplatzierungen (Jahr, Titel, Platzierungen, Wochen, Auszeichnungen, Anmerkungen) | Anmerkungen                             |
| Jahr | Titel                                                       | DE | AT | CH | UK | US | Anmerkungen                             |
| ---- | ----------------------------------------------------------- | --- | --- | --- | --- | --- | --------------------------------------- |
| 2007 | Alive & Rockin’                                             | — | — | — | — | — | Erstveröffentlichung: 2007              |
| 2011 | Rockin’ at the Ryman                                        | — | — | — | UK31 (3 Wo.)UK | — | Erstveröffentlichung: 2011              |
| 2018 | Foreigner with the 21st Century Symphony Orchestra & Chorus | — | — | — | UK2 (15 Wo.)UK | — | Erstveröffentlichung: 2018              |
| 2019 | Live at the Rainbow ’78                                     | — | — | — | UK12 (7 Wo.)UK | — | Erstveröffentlichung: 15. März 2019     |
| 2019 | Double Vision: Then And Now                                 | — | — | — | UK4 (16 Wo.)UK | — | Erstveröffentlichung: 15. November 2019 |

## Boxsets
| Jahr | Titel Musiklabel                                                     | Anmerkungen                            |
| ---- | -------------------------------------------------------------------- | -------------------------------------- |
| 2014 | The Complete Atlantic Studio Albums 1977–1991 Atlantic Records (WMG) | Erstveröffentlichung: 10. Oktober 2014 |

## Promoveröffentlichungen
| Jahr | Titel Album                 | Anmerkungen                |
| ---- | --------------------------- | -------------------------- |
| 1995 | Under the Gun Mr. Moonlight | Erstveröffentlichung: 1995 |

## Sonderveröffentlichungen
| Jahr | Titel Musiklabel                                 | Anmerkungen                                                            |
| ---- | ------------------------------------------------ | ---------------------------------------------------------------------- |
| 2005 | The Essentials Atlantic Records (WMG)            | Erstveröffentlichung: 13. September 2005 Teil der Reihe The Essentials |
| 2006 | The Definitive Collection Atlantic Records (WMG) | Erstveröffentlichung: 2006 Teil der Reihe The Definitive Collection    |

## Statistik

### Chartauswertung
|                     | DE     | AT    | CH     | UK     | US     |
| ------------------- | ------ | ----- | ------ | ------ | ------ |
| Nummer-eins-Alben   | DE1DE  | AT—AT | CH1CH  | UK1UK  | US1US  |
| Top-10-Alben        | DE4DE  | AT1AT | CH3CH  | UK2UK  | US6US  |
| Alben in den Charts | DE17DE | AT5AT | CH11CH | UK11UK | US19US |

|                       | DE    | AT    | CH    | UK     | US     |
| --------------------- | ----- | ----- | ----- | ------ | ------ |
| Nummer-eins-Singles   | DE—DE | AT—AT | CH—CH | UK1UK  | US1US  |
| Top-10-Singles        | DE1DE | AT1AT | CH1CH | UK2UK  | US9US  |
| Singles in den Charts | DE8DE | AT2AT | CH6CH | UK13UK | US22US |

|                          | DE    | AT    | CH    | UK    | US    |
| ------------------------ | ----- | ----- | ----- | ----- | ----- |
| Nummer-eins-Videoalben   | DE—DE | AT—AT | CH—CH | UK—UK | US—US |
| Top-10-Videoalben        | DE—DE | AT—AT | CH—CH | UK2UK | US—US |
| Videoalben in den Charts | DE—DE | AT—AT | CH—CH | UK4UK | US—US |

### Auszeichnungen für Musikverkäufe
| Goldene Schallplatte - Australien - 1996: für das Album The Very Best of Foreigner - 2005: für das Album The Definitive - Europa (Impala) - 2010: für das Album Can’t Slow Down - Frankreich - 1982: für das Album 4 - 1985: für das Album Agent Provocateur - 1992: für das Album The Very Best of Foreigner - 2001: für das Album Records - Italien - 2023: für die Single I Want to Know What Love Is - Niederlande - 1982: für das Album Foreigner | Platin-Schallplatte - Australien - 1982: für das Album 4 - 2001: für das Album Foreigner - Dänemark - 2024: für die Single I Want to Know What Love Is - Kanada - 1978: für das Album Foreigner - Neuseeland - 1982: für das Album Records - 1985: für das Album Agent Provocateur - Niederlande - 1992: für das Album The Very Best of Foreigner - Spanien - 2024: für die Single I Want to Know What Love Is | 2× Platin-Schallplatte - Kanada - 1979: für das Album Double Vision - Neuseeland - 2023: für die Single I Want to Know What Love Is 5× Goldene Schallplatte - Mexiko - 2025: für die Single I Want to Know What Love Is 4× Platin-Schallplatte - Kanada - 1982: für das Album 4 Diamantene Schallplatte - Mexiko - 2025: für die Single I Want to Know What Love Is |

Anmerkung: Auszeichnungen in Ländern aus den Charttabellen bzw. Chartboxen sind in ebendiesen zu finden.
| Land/RegionAuszeichnungen für Musikverkäufe (Land/Region, Auszeichnungen, Verkäufe, Quellen) | Silber     | Gold       | Platin       | Diamant  | Verkäufe   | Quellen             |
| -------------------------------------------------------------------------------------------- | ---------- | ---------- | ------------ | -------- | ---------- | ------------------- |
| Australien (ARIA)                                                                            | —          | 2× Gold2   | 2× Platin2   | —        | 190.000    | aria.com.au         |
| Dänemark (IFPI)                                                                              | —          | —          | Platin1      | —        | 90.000     | ifpi.dk             |
| Deutschland (BVMI)                                                                           | —          | 2× Gold2   | 2× Platin2   | —        | 1.500.000  | musikindustrie.de   |
| Europa (Impala)                                                                              | —          | Gold1      | —            | —        | (100.000)  | Einzelnachweise     |
| Frankreich (SNEP)                                                                            | —          | 4× Gold4   | —            | —        | 400.000    | infodisc.fr         |
| Italien (FIMI)                                                                               | —          | Gold1      | —            | —        | 50.000     | fimi.it             |
| Kanada (MC)                                                                                  | —          | —          | 7× Platin7   | —        | 700.000    | musiccanada.com     |
| Mexiko (AMPROFON)                                                                            | —          | Gold1      | 2× Platin2   | Diamant1 | 450.000    | amprofon.com.mx     |
| Neuseeland (RMNZ)                                                                            | —          | —          | 4× Platin4   | —        | 100.000    | radioscope.co.nz    |
| Niederlande (NVPI)                                                                           | —          | Gold1      | Platin1      | —        | 150.000    | nvpi.nl             |
| Schweiz (IFPI)                                                                               | —          | 3× Gold3   | Platin1      | —        | 175.000    | hitparade.ch        |
| Spanien (Promusicae)                                                                         | —          | —          | Platin1      | —        | 60.000     | elportaldemusica.es |
| Vereinigte Staaten (RIAA)                                                                    | —          | 8× Gold8   | 42× Platin42 | —        | 46.500.000 | riaa.com            |
| Vereinigtes Königreich (BPI)                                                                 | 8× Silber8 | 2× Gold2   | 3× Platin3   | —        | 2.560.000  | bpi.co.uk           |
| Insgesamt                                                                                    | 8× Silber8 | 25× Gold25 | 66× Platin66 | Diamant1 |            |                     |